# ایکنهام، سافک
اِیکِـنهام (به انگلیسی: Akenham) یک روستا و محله مدنی در بریتانیا است که در سافک میانی واقع شده‌است.  ایکنهام بنا به سرشماریِ سال ۲۰۱۱ میلادی، کمتر از ۱۰۰ نفر جمعیت داشته است.